# Demonax notabilis
Demonax notabilis är en skalbaggsart. Demonax notabilis ingår i släktet Demonax och familjen långhorningar.

## Underarter
Arten delas in i följande underarter:
- D. n. notabilis
- D. n. cuneatus